# روزنامه دولت علیه ایران

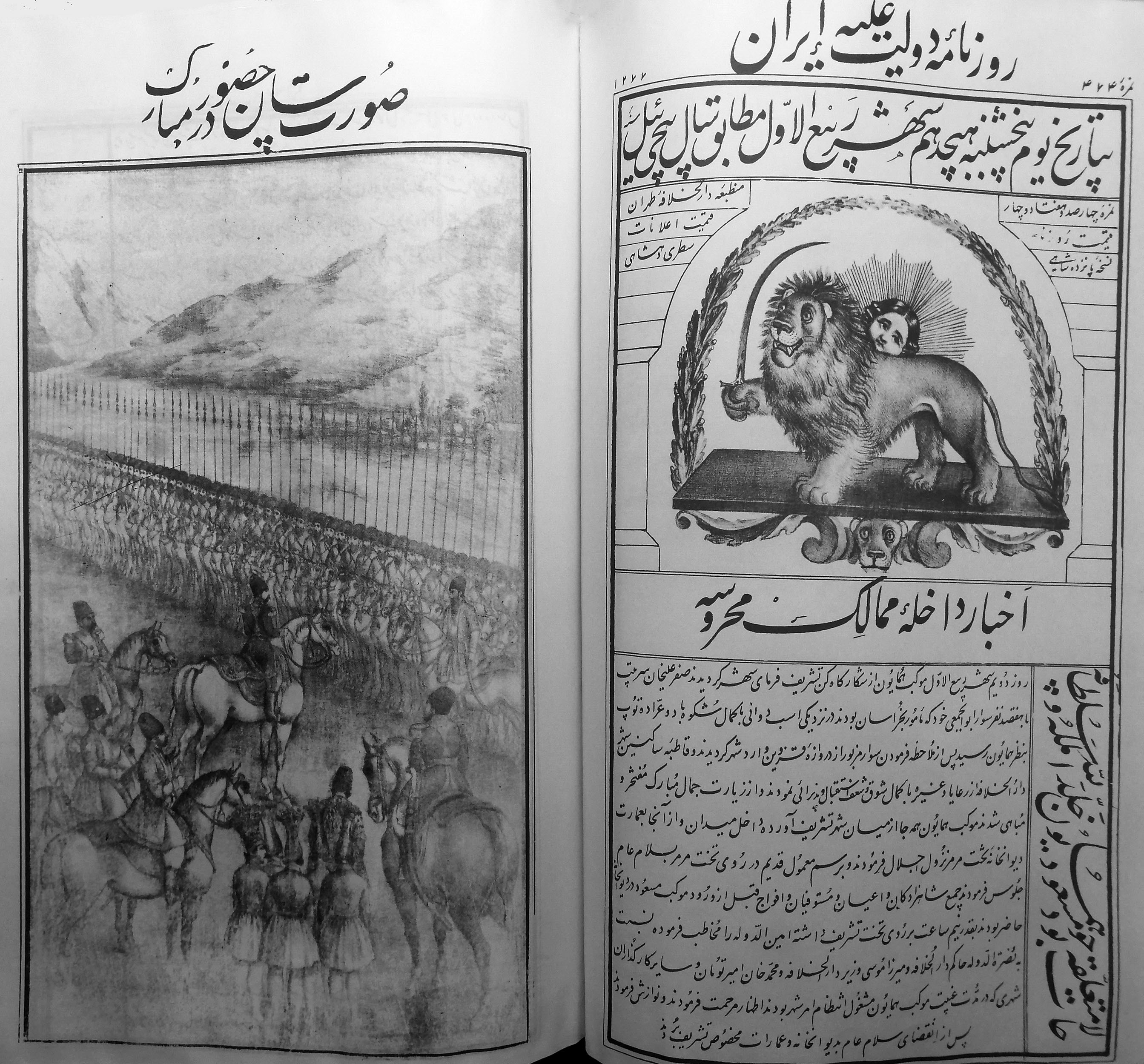
یکی از شماره‌های سال نخست

روزنامهٔ دولت عَلیّهٔ ایران نخستین روزنامهٔ مصور انتشاریافته در ایران است که از سال ۱۲۷۷ ه‍.ق به صورت چاپ سنگی و با مدیریت میرزا ابوالحسن خان غفاری، معروف به صنیع‌الملک منتشر می‌شد. این روزنامه در واقع شکل تغییریافتهٔ روزنامهٔ مشهورِ وقایع اتفاقیه بود و پس از ایجاد تغییراتی همچون افزودن تصاویر به روزنامه، عنوان جدید به آن داده شد.

## تاریخچه
در سال ۱۲۷۷ هجری قمری و پس از گذشت ده سال از انتشار روزنامه وقایع اتفاقیه (که از سال ۱۲۶۷ هجری قمری در حال انتشار بود)، شاهزاده علیقلی میرزا اعتضادالسلطنه، وزیر علوم و معارف وقت، ادارهٔ چاپخانه دولتی و مدیریت این روزنامه را به میرزا ابوالحسن خان صنیع‌الملک سپرد. صنیع‌الملک خود تصویرگر بسیاری از نقاشی‌های درج شده در این روزنامه بود. پس از انتشار شماره ۴۷۱ روزنامه «وقایع اتفاقیه» مورخ یوم پنجشنبه ۲۶ محرم مطابق سال پیچی‌ئیل سنه ۱۲۷۷ قمری، شماره ۴۷۲ این روزنامه به نام «روزنامه دولت عَلیّه ایران» منتشر شد و این تغییر نام بدان سبب بوده که در این سال امور طبع روزنامه‌های دولتی از طرف ناصرالدین شاه به عهده «میرزا ابوالحسن خان غفاری نقاش کاشانی ملقب به صنیع الملک» واگذار گردید. وی فن نقاشی را در فرنگستان تکمیل نمود و در اوایل سلطنت ناصرالدین شاه تقرب مخصوصی یافت و نیز درفن طبع مهارت به‌سزایی داشت و لذا پس از آن که امور روزنامه بدو محول شد؛ در صدد برآمد روزنامه‌ای مصور به تصاویری که خود می‌ساخت منتشر سازد و از اینجا روزنامه دولت علیه ایران پدید آمد. 
بدین ترتیب از شماره ۴۷۲ این نشریه که در تاریخ ۵ صفر ۱۲۷۷ هجری قمری انتشار یافت؛ نام روزنامه دولت عَلیّه ایران بر صفحه نخست آن دیده می‌شود. افزون بر تغییر نام، تغییر و تحولات دیگری نیز در این روزنامه به چشم می‌خورد که شاخص‌ترین و مهم‌ترین آن، اضافه شدن تصاویر بدان بود. بر این اساس، روزنامه دولت عَلیّه ایران نخستین روزنامه مصوری است که در تاریخ ایران انتشار یافته‌است.
روزنامه دولت علیه ایران، تا شماره ۶۶۸ آن، که در تاریخ هفتم شوال ۱۲۷۸ هجری قمری منتشر شد، به انتشار خود ادامه داد و از آن پس تعطیل گردید. انتشار این روزنامه گرچه چندان منظم نبود، اما بواسطه حمایت دولتی و استقبال نسبی از آن، مهمترین روزنامه دوران خود، شمرده می‌شد.
این روزنامه را نباید با روزنامه علمیه دولت علیه ایران که اولین نشریه علمی تاریخ ایران است؛ اشتباه نمود.

## ویژگی‌هایروزنامه دولت علیّه ایران
در این روزنامه علاوه بر اخبار درباری تصاویر بسیار نفیس و اعلی از شاهزادگان و حکام و رجال آن عصر رسم شده که درنوع خود بی نظیر است. روزنامه به صورت چاپ سنگی و معمولا در چهار تا هفت صفحه به قطع وزیری بزرگ چاپ شده است. از خصوصیات روزنامه دولت علیه ایران یکی از تصاویر زیبایی است که از امرا و بزرگان در آن رسم شده و دیگر عنوان مطالب مهم هر صفحه است که در حاشیه به خط نستعلیق طبع شده که در حقیقت می‌توان آن را فهرست مندرجات هر نمره روزنامه دانست.